# Mount Graham (Arizona)
Der Mount Graham (Dzil Nchaa Si An, „Großer sitzender Berg“ in der Sprache der Apachen-Indianer) ist ein 3267 m hoher Berg im Graham County im Südosten von Arizona.
1993 nahm die Sternwarte des Vatikans (it. Specola Vaticana) ihr neues Observatorium (VATT) in Betrieb. Der Neubau war notwendig geworden, weil die Lichtverschmutzung an den bisherigen Standorten ein wissenschaftliches Arbeiten nicht mehr zulässt. 

Es war das erste Observatorium von insgesamt drei geplanten.
Seit 2004 entsteht dort ein großes Teleskop, das Large Binocular Telescope, an dem unter anderem fünf deutsche Forschungsinstitute beteiligt sind. Die Errichtung dieses Teleskops wird von einheimischen Apachen heftig kritisiert und bekämpft, die den Mount Graham als heiligen Berg und die Errichtung künstlicher Strukturen auf dem Berg als unvereinbar mit den religiösen Auffassungen der Apachen betrachten. Dzil Nchaa Si An ist seiner Bedeutung nach in der religiösen Vorstellungswelt der Apachen mit dem Berg Sinai vergleichbar: Hier empfingen die Apachen einst die „32 Gesänge des Lebens“ von ihrem Schöpfergott.
Mount Graham ist ein auf dem amerikanischen Kontinent einzigartiges Biotop und Ökosystem und wird oft mit den Galápagos-Inseln verglichen. Einige gefährdete Tierarten sind auf dem Berg heimisch, z. B. das Mount-Graham-Rothörnchen (Tamiasciurus hudsonicus grahamensis, englisch Mount Graham Red Squirrel). Obwohl sie durch die Gesetze der USA unter Schutz gestellt sind, umging die Bundesregierung in Washington, D.C., in Kooperation mit dem US-Kongress und der Universität von Arizona, die einschlägigen Tierschutzgesetze durch Ausnahmeregelungen, um so den Bau der Teleskope zu ermöglichen.
Der Bestand der Rothörnchen hat sich seit dem Beginn der astronomischen Nutzung des Berges, der mit einem Ende des vorherigen Jagd- und Campingbetriebes einherging, deutlich erholt.

## Heiliger Berg der Apachen
Gegner des Teleskopprojekts kritisieren, dass wichtige Gesetze (Umweltschutz, Schutz bedrohter Tierarten, Recht zur freien Religionsausübung der Indianer) trickreich ausgehebelt bzw. durch Ausnahmeregelungen außer Kraft gesetzt worden seien, um den Bau zu ermöglichen.
Von Beginn an setzten sich die San-Carlos-Apachen gegen den Bau der Teleskope zur Wehr. Sie erhielten Unterstützung durch andere indianische Stämme, stammesübergreifende indianische Organisationen sowie durch zahlreiche Umweltschutzorganisationen der USA. 1990 wurde die „Apache Survival Coalition“ (ASC) von der Apachin Ola Cassadora Davis gegründet, um den Widerstand wirksamer zu gestalten. Hinzu kam eine zweite Organisation, „Apache for Cultural Preservation“ (AFCP), ins Leben gerufen von Wendsler Nosie und Ernest Victor jr., zwei ehemaligen Stammesratsmitgliedern.
Zahlreiche Beschlüsse des Stammesrates sowie eine Petition des Rates der Medizinmänner und -frauen wenden sich eindeutig gegen das Teleskop-Projekt; sie geben die Meinung der Mehrheit der San-Carlos-Apachen wieder. Im Zusammenhang mit dem Protest gegen die Teleskope auf ihrem heiligen Berg haben die Apachen sogar ihren Grundsatz durchbrochen, wonach religiöse Angelegenheiten nicht in der Öffentlichkeit besprochen werden.
Anfänglich am Projekt interessierte nordamerikanische Partner, wie z. B. Harvard University, Michigan State University, University of Toronto u. a. sind auf Grund des großen Druckes durch den Widerstand der Apachen und der Umweltschützer ausgestiegen.
Im November 1997 stoppte US-Präsident Clinton mit Hilfe seines Veto-Rechtes Gelder in Höhe von 10 Mio. Dollar, die vom Kongress bereits für astronomische Projekte bewilligt worden waren. Ein Großteil davon war für das LBT vorgesehen. Clinton begründete sein Veto u. a. damit, dass das LBT Techniken anwenden würde, die z. B. in einem Observatorium auf Hawaii bereits vorhanden sind. Der Stammesrat der Apachen hat diese Nachricht positiv aufgenommen.
Auch in Italien findet der Protest der Apachen gegen das Teleskopprojekt breite Unterstützung. 1998 unterzeichneten 83 Abgeordnete des italienischen Parlamentes einen Antrag an ihre Regierung, das Large Binocular Teleskope nur dann mitzufinanzieren, wenn ein anderer Standort als der Mount Graham gewählt wird.
Im März 1999 appellierte der Stammesrat der San Carlos Apache erneut an die Regierungen Deutschlands und Italiens, sich aus der Finanzierung des Observatoriums-Projektes auf dem Mount Graham zurückzuziehen. Im April 1999 bereiste Wendsler Nosie Deutschland und Italien, um die Aufmerksamkeit darauf zu lenken, dass traditionelle und religiösen Belange der Apachen nach wie vor nicht beachtet werden. Er machte deutlich, dass der Widerstand der Apachen ungebrochen ist, dass ihr Ziel – Stopp des Projektes und Abbau bereits fertiggestellter Anlagen – nach wie vor besteht. Eines seiner Hauptanliegen in Deutschland war es, Parlamentarier zu treffen und sie für die Gründe des Widerstandes der Apachen zu sensibilisieren, um ähnlich wie in Italien, Möglichkeiten parlamentarischer Unterstützung zu erschließen.
Seit 1992 organisiert Wendsler Nosie gemeinsam mit Freunden von AFCP und ASC jährlich einen Sacred Run – einen Heiligen Lauf –, der von der San Carlos Reservation zum Gipfel des Mount Graham führt. An diesem Lauf, der den Protest der Apachen gegen das Teleskop-Projekt unterstreicht, beteiligen sich Angehörige anderer Stämme und Unterstützer aus europäischen Ländern.